# Дейвис, Рик (футболист)
Ри́чард Дин Де́йвис (англ. Richard Dean Davis; род. 24 ноября 1958, Денвер) — американский футболист, полузащитник. Многолетний капитан сборной США. Член Национального зала славы футбола США. Считается лучшим американским игроком эпохи Североамериканской футбольной лиги.

## Биография

### Клубная карьера
В 1977 году Дейвис играл за футбольную команду Университета Санта-Клары.

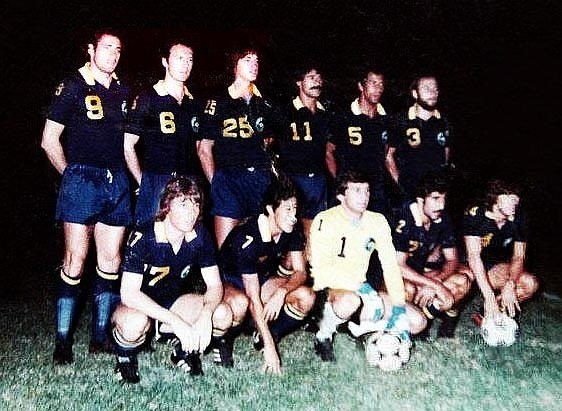
Дейвис (первый слева в нижнем ряду, № 17) с «Нью-Йорк Космос» в Аргентине (март 1980)

Профессиональную карьеру Дейвис начал в «Нью-Йорк Космос» в 1978 году. Помог команде выиграть три чемпионских титула Североамериканской футбольной лиги: в сезонах 1978, 1980 и 1982. В сезоне 1979 был назван лучшим игроком лиги из Северной Америки. В сезоне 1983 был включён в третью символическую сборную NASL. Также выступал за шоубольный состав «Космоса» в сезоне 1981/82.
Осенью 1983 года Дейвис подписал контракт с шоубольной командой «Сент-Луис Стимерс» из MISL. Провёл в команде три сезона.
В 1986 году Дейвис перешёл в новообразованную команду «Нью-Йорк Экспресс», подписав трёхлетний контракт. В начале 1987 года команда прекратила существование.
В марте 1987 года Дейвис присоединился к команде «Такома Старз». В январе 1989 года повредил колено, в связи с чем перенёс несколько операций.
В 1989 году также числился в команде Западного футбольного альянса «Сиэтл Сторм».
В 1990 году в возрасте 32 лет Рик Дейвис завершил игровую карьеру из-за травмы колена.

### Международная карьера
За сборную США Дейвис дебютировал 15 сентября 1977 года в товарищеском матче со сборной Сальвадора, забив гол. Всего за сборную в 1977—1988 годах сыграл 35 матчей и забил в них семь мячей. Принимал участие в летних Олимпийских играх 1984 и 1988.
| Статистика | Статистика       | Статистика                                                   | Статистика                       | Статистика | Статистика | Статистика                                  |
| №          | Дата             | Место проведения                                             | Соперник                         | Счёт       | Голы       | Соревнование                                |
| ---------- | ---------------- | ------------------------------------------------------------ | -------------------------------- | ---------- | ---------- | ------------------------------------------- |
| 1          | 15 сентября 1977 | «Кускатлан», Сан-Сальвадор, Сальвадор                        | Сальвадор                        | 2:1        | 1          | Товарищеский матч                           |
| 2          | 18 сентября 1977 | «Матео Флорес», Гватемала, Гватемала                         | Гватемала                        | 1:3        | —          | Товарищеский матч                           |
| 3          | 25 сентября 1977 | «Матео Флорес», Гватемала, Гватемала                         | Гватемала                        | 0:2        | —          | Товарищеский матч                           |
| 4          | 27 сентября 1977 | «Университарио», Сан-Николас-де-лос-Гарса, Мексика           | Мексика                          | 0:3        | —          | Товарищеский матч                           |
| 5          | 30 сентября 1977 | Монтерей-Парк, США                                           | Сальвадор                        | 0:0        | —          | Товарищеский матч                           |
| 6          | 6 октября 1977   | «Ар-эф-кей Мемориэл Стэдиум», Вашингтон, США                 | Китай                            | 1:1        | —          | Товарищеский матч                           |
| 7          | 10 октября 1977  | «Джи-эй Стэдиум», Атланта, США                               | Китай                            | 1:0        | —          | Товарищеский матч                           |
| 8          | 16 октября 1977  | «Кэндлстик Парк», Сан-Франциско, США                         | Китай                            | 2:1        | —          | Товарищеский матч                           |
| 9          | 3 сентября 1978  | «Лаугардалсвёллур», Рейкьявик, Исландия                      | Исландия                         | 0:0        | —          | Товарищеский матч                           |
| 10         | 6 сентября 1978  | «Алльменд», Люцерн, Швейцария                                | Швейцария                        | 0:2        | —          | Товарищеский матч                           |
| 11         | 20 сентября 1978 | «Бонфим», Сетубал, Португалия                                | Португалия                       | 0:1        | —          | Товарищеский матч                           |
| 12         | 3 февраля 1979   | Сиэтл, США                                                   | СССР                             | 1:3        | 1          | Неофициальный товарищеский матч             |
| 13         | 11 февраля 1979  | «Кэндлстик Парк», Сан-Франциско, США                         | СССР                             | 1:4        | —          | Неофициальный товарищеский матч             |
| 14         | 2 мая 1979       | «Джайентс Стэдиум», Ист-Ратерфорд, США                       | Франция                          | 0:6        | —          | Товарищеский матч                           |
| 15         | 4 октября 1980   | Муниципальный стадион, Дюделанж, Люксембург                  | Люксембург                       | 2:0        | 1          | Товарищеский матч                           |
| 16         | 7 октября 1980   | «Ду Рештелу», Лиссабон, Португалия                           | Португалия                       | 1:1        | 1          | Товарищеский матч                           |
| 17         | 25 октября 1980  | «Локхарт Стэдиум», Форт-Лодердейл, США                       | Канада                           | 0:0        | —          | Квалификация чемпионата наций КОНКАКАФ 1981 |
| 18         | 1 ноября 1980    | «Эмпайр Стэдиум», Ванкувер, Канада                           | Канада                           | 1:2        | —          | Квалификация чемпионата наций КОНКАКАФ 1981 |
| 19         | 9 ноября 1980    | «Ацтека», Мехико, Мексика                                    | Мексика                          | 1:5        | 1          | Квалификация чемпионата наций КОНКАКАФ 1981 |
| 20         | 23 ноября 1980   | «Локхарт Стэдиум», Форт-Лодердейл, США                       | Мексика                          | 2:1        | —          | Квалификация чемпионата наций КОНКАКАФ 1981 |
| 21         | 21 марта 1982    | Порт-оф-Спейн, Тринидад и Тобаго                             | Тринидад и Тобаго                | 2:1        | 1          | Товарищеский матч                           |
| —          | 29 июля 1984     | «Стэнфорд Стэдиум», Пало-Алто, США                           | Коста-Рика                       | 3:0        | 2          | Летние Олимпийские игры 1984                |
| —          | 31 июля 1984     | «Роуз Боул», Пасадина, США                                   | Италия                           | 0:1        | —          | Летние Олимпийские игры 1984                |
| —          | 2 августа 1984   | «Стэнфорд Стэдиум», Пало-Алто, США                           | Египет                           | 1:1        | —          | Летние Олимпийские игры 1984                |
| 22         | 29 сентября 1984 | «Эргилио Хато», Виллемстад, Нидерландские Антильские острова | Нидерландские Антильские острова | 0:0        | —          | Квалификация чемпионата наций КОНКАКАФ 1985 |
| 23         | 6 октября 1984   | «Биг Арк Стэдиум», Сент-Луис, США                            | Нидерландские Антильские острова | 0:4        | —          | Квалификация чемпионата наций КОНКАКАФ 1985 |
| 24         | 9 октября 1984   | «Лос-Анджелес Мемориэл Колизеум», Лос-Анджелес, США          | Сальвадор                        | 3:1        | 1          | Товарищеский матч                           |
| 25         | 11 октября 1984  | «Лос-Анджелес Мемориэл Колизеум», Лос-Анджелес, США          | Колумбия                         | 1:0        | —          | Товарищеский матч                           |
| 26         | 15 мая 1985      | «Биг Арк Стэдиум», Сент-Луис, США                            | Тринидад и Тобаго                | 2:1        | —          | Чемпионат наций КОНКАКАФ 1985               |
| 27         | 19 мая 1985      | «Мёрдок Стэдиум», Торранс, США                               | Тринидад и Тобаго                | 1:0        | —          | Чемпионат наций КОНКАКАФ 1985               |
| 28         | 26 мая 1985      | «Алехандро Морера Сото», Алахуэла, Коста-Рика                | Коста-Рика                       | 1:1        | —          | Чемпионат наций КОНКАКАФ 1985               |
| 29         | 31 мая 1985      | «Мёрдок Стэдиум», Торранс, США                               | Коста-Рика                       | 0:1        | —          | Чемпионат наций КОНКАКАФ 1985               |
| 30         | 16 июня 1985     | «Лос-Анджелес Мемориэл Колизеум», Лос-Анджелес, США          | Англия                           | 0:5        | —          | Товарищеский матч                           |
| —          | 5 сентября 1987  | Фентон, США                                                  | Тринидад и Тобаго                | 4:1        | —          | Предолимпийский турнир КОНКАКАФ 1988        |
| —          | 20 сентября 1987 | «Куинс Парк Овал», Порт-оф-Спейн, Тринидад и Тобаго          | Тринидад и Тобаго                | 1:0        | —          | Предолимпийский турнир КОНКАКАФ 1988        |
| —          | 18 октября 1987  | Сан-Сальвадор, Сальвадор                                     | Сальвадор                        | 4:2        | —          | Предолимпийский турнир КОНКАКАФ 1988        |
| 31         | 14 мая 1988      | «Оранж Боул», Майами, США                                    | Колумбия                         | 0:2        | —          | Товарищеский матч                           |
| —          | 25 мая 1988      | Индианаполис, США                                            | Сальвадор                        | 4:1        | 1          | Предолимпийский турнир КОНКАКАФ 1988        |
| 32         | 10 июня 1988     | Хьюстон, США                                                 | Эквадор                          | 0:2        | —          | Товарищеский матч                           |
| 33         | 12 июня 1988     | Форт-Уэрт, США                                               | Эквадор                          | 0:0        | —          | Товарищеский матч                           |
| —          | 19 июня 1988     | Кванджу, Республика Корея                                    | Нигерия XI                       | 2:3        | —          | Неофициальный товарищеский матч             |
| 34         | 24 июля 1988     | Национальный стадион, Кингстон, Ямайка                       | Ямайка                           | 0:0        | —          | Квалификация чемпионата наций КОНКАКАФ 1989 |
| 35         | 13 августа 1988  | «Биг Арк Стэдиум», Сент-Луис, США                            | Ямайка                           | 1:5        | —          | Квалификация чемпионата наций КОНКАКАФ 1989 |
| —          | 18 сентября 1988 | Гражданский стадион, Тэгу, Республика Корея                  | Аргентина                        | 1:1        | —          | Летние Олимпийские игры 1988                |
| —          | 20 сентября 1988 | «Пусан Кудок», Пусан, Республика Корея                       | Республика Корея                 | 0:0        | —          | Летние Олимпийские игры 1988                |
| —          | 22 сентября 1988 | Гражданский стадион, Тэгу, Республика Корея                  | СССР                             | 2:4        | —          | Летние Олимпийские игры 1988                |

В 1984 году впервые вручалась награда «Футболист года в США», и Дейвис стал её первым обладателем.

### Постспортивная деятельность
После завершения игровой карьеры Дейвис работал футбольным комментатором.
В июле 1992 года Дейвис стал генеральным менеджером новообразованного клуба Американской профессиональной футбольной лиги «Лос-Анджелес Сальса». 5 января 1994 года он был назначен главным тренером клуба. В начале 1995 года клуб снялся с чемпионата.
В 2001 году Дейвис был введён в Национальный зал славы футбола США.
В августе 2006 года после трёх лет работы директором программ Американской молодёжной футбольной организации Дейвис был назначен её национальным исполнительным директором. 11 мая 2011 года он покинул пост.
В 2003 году Дейвис с семьёй переехал из Южной Калифорнии в Канзас — городок Элсуэрт, где в 2011 году открыл ресторан — Ellsworth Steakhouse.

## Достижения
Командные
 «Нью-Йорк Космос»
- Чемпион Североамериканской футбольной лиги: 1978, 1980, 1982

Индивидуальные
- Член Национального зала славы футбола США[англ.] (включён в 2001 году)
- Футболист года в США: 1984
- Член символической сборной Североамериканской футбольной лиги: 1983 (третья команда)